# Zingaro barone
Zingaro barone (Zigeunerbaron) è un film del 1935 diretto da Karl Hartl. La sceneggiatura prende spunto dal romanzo A cigánybáró dello scrittore ungherese Mór Jókai pubblicato a Budapest nel 1885 e dal libretto di Ignaz Schnitzer per l'operetta Der Zigeunerbaron di Johann Strauss (figlio).

## Produzione
Il film fu prodotto dall'Universum Film (UFA).

## Distribuzione
Distribuito dalla UFA-Filmverleih, uscì nelle sale cinematografiche tedesche il 17 aprile 1935. In Italia, venne distribuito dalla E.I.A. con il visto di censura 29158 del febbraio 1936.